# 埃尔詹·耶尔德兹
埃尔詹·耶尔德兹（土耳其語：Ercan Yıldız，1974年5月29日—），土耳其男子摔跤运动员。他曾代表土耳其参加世界摔跤锦标赛，获得一枚金牌。他也曾参加2000年和2004年夏季奥林匹克运动会。